# Lillestrøm Sportsklubb
O Lillestrøm Sportsklubb ou Lillestrøm e cujo acrônimo  LSK é um clube profissional de futebol norueguês com sede na cidade de Lillestrøm, nos arredores da capital de Oslo. O clube joga na Eliteserien. O clube foi fundado em 1917, após a fusão de dois clubes de futebol locais. Seu estádio onde manda seus jogos é o Åråsen Stadion, que tem capacidade para 12.250 pessoas.

## História
O Lillestrøm SK foi fundado em 2 de abril de 1917. Foi campeão da Eliteserien cinco vezes, o último em 1989, e também em 1986, 1977, 1976 e 1959. Além disso, ganhou a Copa da Noruega em 1985, 1981, 1978, 1977, 2007 e 2017.
Quando Arne Erlandsen partiu para a Suécia para comandar o Göteborg após a temporada de 2004, ex-jogador do LSK e Seleção Alemã, o Uwe Rösler assumiu o cargo de treinador da equipe. A sua primeira temporada no comando foi um sucesso, com o Lillestrøm terminando em quarto lugar na liga. Esta posição garantiu à LSK um lugar na Royal League. A equipe também chegou à final da Copa da Noruega de 2005, mas perdeu por 4–2 para o Molde diante de uma grande público de 25.000 pessoas no Ullevaal Stadion.
Na temporada de 2006, o Lillestrøm estava entre os principais favoritos para vencer a liga. Após um decepcionante 4º lugar, foi anunciado em 13 de novembro de 2006 que Uwe Rösler foi demitido do cargo de técnico do Lillestrøm. Apenas alguns dias depois, Tom Nordlie assinou um contrato de três anos.

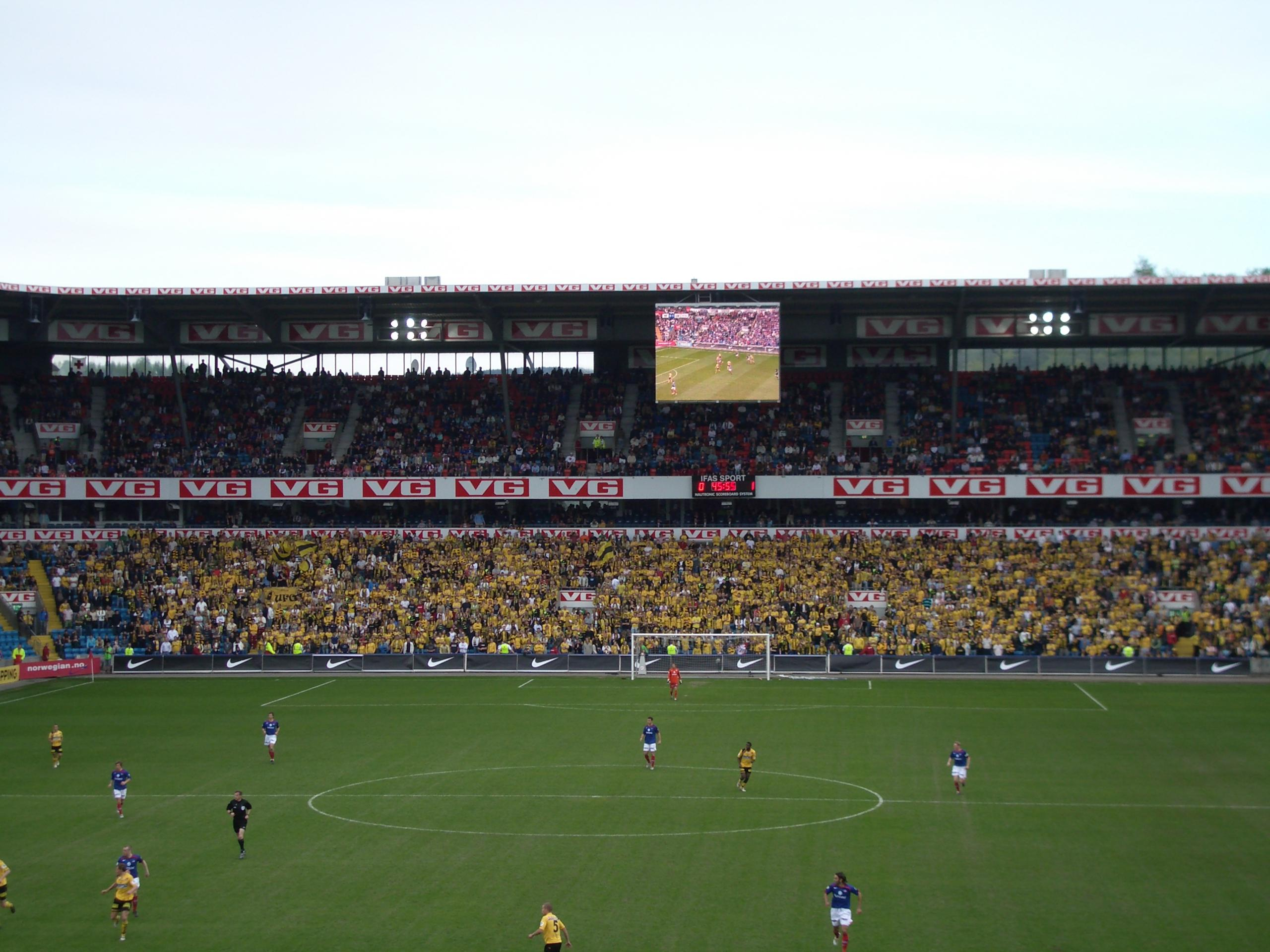
Os torcedores do Lillestrøm, "Kanari-fansen". De uma partida entre Lillestrøm e Vålerenga no Ullevaal Stadion em 2006.

 Uma contratação importante antes da temporada de 2007 incluiu Simen Brenne de Fredrikstad FK, um meio-campista ofensivo com um talento especial para marcar gols importantes. O LSK sob o comando de Nordlie jogou um sistema 4–3–3, que convida a um jogo de transição rápida entre defesa e ataque. Lillestrøm terminou em quarto lugar na liga e venceu a Copa da Noruega de 2007 contra o Haugesund por 2 a 0 na final no Ullevaal Stadion. 
Em 29 de maio de 2008, Tom Nordlie renunciou ao cargo de treinador principal após um início decepcionante da temporada de 2008. Declarações de Nordlie sugeriram que divergências fundamentais com o diretor do clube Jan Åge Fjørtoft também contribuíram para a sua demissão. Mais tarde, descobriu-se que o conflito entre o polêmico treinador e os jogadores foi outro grande contribuinte para a saída de Nordlie, sendo seu regime de treinamento punitivo na preparação para a temporada de 2008 citado como a principal reclamação. Nordlie, que não é estranho à controvérsia durante sua carreira, teria "perdido o camarim" já no outono de 2007.
Erland Johnsen e Frode Grodås assumiram o cargo de interinos até que um novo treinador principal fosse contratado. Em 19 de agosto de 2008, o clube anunciou que Henning Berg assumiria o cargo de treinador principal em 1 de janeiro de 2009, após deixar o cargo no Lyn. A primeira tarefa de Berg seria resgatar o time do rebaixamento, feito que conquistou logo na primeira partida como treinador. O LSK venceu o Rosenborg por 4–2 em um encontro clássico para garantir seu lugar na Tippeligaen. A temporada de 2009 foi de grande agitação. Numa posição económica cada vez mais apertada, a LSK vendeu ou libertou 11 jogadores antes e durante a temporada, com Berg também reestruturando o plantel e trazendo novos talentos. Enormes problemas com lesões também tornaram o início da temporada difícil para os comandados de Berg. Após 9 jogos, a LSK não venceu nenhuma e empatou quatro e parecia destinado ao rebaixamento. Uma recuperação impressionante viu Lillestrøm entregar um segundo tempo forte da temporada, terminando em 11º. O recém-chegado Nosa Igiebor teve uma primeira temporada especialmente impressionante com a camisa do Lillestrøm.
A equipe continuou a impressionar ao longo do inverno e início da temporada 2010. O LSK estava no início de junho em quinto lugar na Tippeligaen, invicto há 14 partidas do campeonato. Eles viram, no entanto, uma queda dramática na forma durante o verão, que os fez flertar brevemente com o rebaixamento, antes de uma recuperação tardia no final da temporada resgatar o 10º lugar. Em 2011, o LSK teve um início emocionante para a nova temporada, marcando incríveis 18 gols em suas primeiras cinco partidas no campeonato, incluindo uma goleada por 7 a 0 sobre o Stabæk em sua primeira partida da temporada na liga - fora de casa. A forma do início da temporada foi boa o suficiente para o time flertar com os três primeiros colocados até o final de julho. No início de agosto, porém, as estrelas Anthony Ujah e Nosa Igiebor foram vendidas para evitar as terríveis dificuldades econômicas do clube. Além disso, o médio islandês Stefán Gíslason estava sem contrato e deixou o clube. Em meados de agosto, o avançado prodígio Björn Bergmann Sigurðarson lesionou-se durante o resto da temporada e o clube não conseguiu vencer nenhum dos últimos 11 jogos do campeonato, um novo recorde para o Lillestrøm.
O treinador Henning Berg foi demitido três partidas antes do final da temporada, já que o investidor Per Berg prometeu novos fundos para adquirir jogadores de qualidade após a temporada. O clube voltou a flertar com a perspectiva do rebaixamento; no entanto, a má forma incessante de Start e Sarpsborg significou que o Lillestrøm se salvou novamente. Isso apesar dos abjetos 34 pontos conquistados em 30 partidas do campeonato, o que normalmente significaria rebaixamento.
O ex-treinador do IF Elfsborg Magnus Haglund foi nomeado treinador após a temporada. Lillestrøm esteve bastante ativo na janela de transferências antes da temporada de 2012 e comprou 11 novos jogadores. A mudança de treinador e a enxurrada de transferências não fizeram bem ao clube, pois novamente flertou com o rebaixamento até poucas semanas antes do final da temporada, oscilando entre o 12º e o 14º lugar antes de um forte final de temporada impulsionou-os para o 9º lugar. No geral, a temporada foi considerada uma grande decepção, e a posição de Haglund foi objeto de debate durante a pré-temporada de inverno. Antes da temporada de 2013, o clube novamente controlou os gastos e começou a temporada com um elenco principal de apenas 18 jogadores seniores e jogadores reservas adicionais da academia de juniores.
O LSK sob o comando de Haglund teve um bom desempenho fora de casa (2º melhor recorde fora de casa em 2012), mas muitas vezes teve dificuldades em seu próprio território.

## Títulos
- Eliteserien:
  - Campeão (5): 1958–59, 1976, 1977, 1986, 1989
  - Vice-campeão (8): 1959–60, 1978, 1983, 1985, 1988, 1994, 1996, 2001
- Copa da Noruega:
  - Campeão (6): 1977, 1978, 1981, 1985, 2007, 2017
  - Vice-campeão (8): 1953, 1955, 1958, 1980, 1986, 1992, 2005, 2022–23
- Royal League:
  - Vice-campeão (1): 2005–06
- Copa Intertoto da UEFA:
  - Vice-campeão (1): 2006

## Campanha Europeia
| Competição                                   | J  | V  | D | E  | GM | GS  | Última aparição |
| -------------------------------------------- | -- | -- | - | -- | -- | --- | --------------- |
| Taça dos Campeões Europeus Liga dos Campeões | 14 | 3  | 5 | 6  | 10 | 17  | 2002–03         |
| Liga Europa da UEFA                          | 28 | 10 | 2 | 16 | 35 | 49  | 2018–19         |
| Taça dos Clubes Vencedores de Taças          | 10 | 3  | 0 | 7  | 11 | 18  | 1993–94         |
| Liga Conferência da UEFA                     | 4  | 2  | 0 | 2  | 7  | 7   | 2022–23         |
| Taça Intertoto da UEFA                       | 8  | 4  | 2 | 2  | 18 | 11  | 2006            |
| Total                                        | 64 | 22 | 9 | 33 | 81 | 102 |                 |

J = Partidas jogadas; W = Vitórias; E = Empates; D = Derrotas; GM = Gols marcados; GS = Gols sofridos. Competições extintas indicadas em itálico.